# تاملین
تاملین (به لاتین: Tammelinn) یکی از محله‌های شهر تارتو، استونی است. تاملین ۳٫۱۱ کیلومتر مربع مساحت و ۸٬۱۵۳ نفر جمعیت دارد.

## نگارخانه

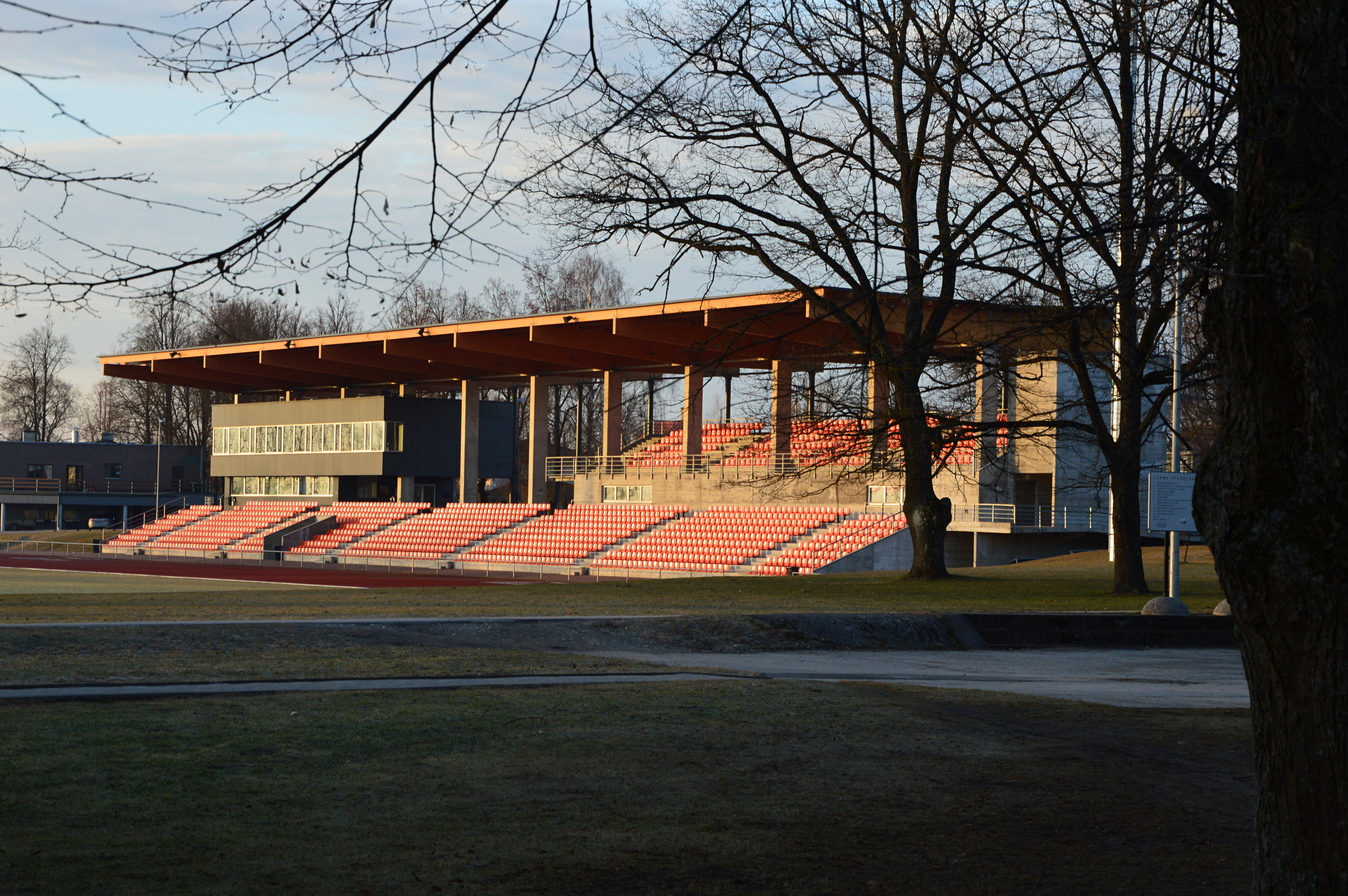
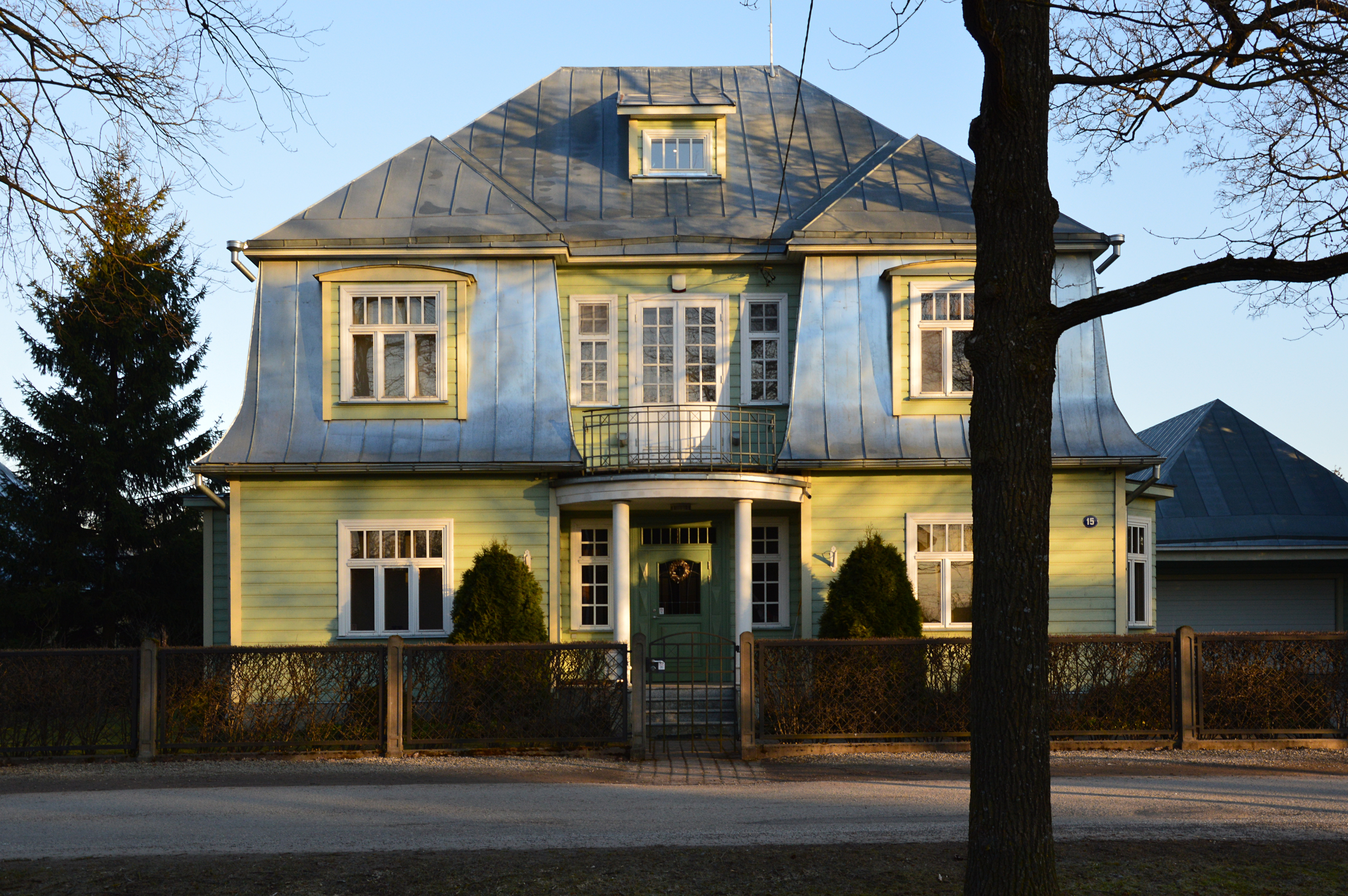
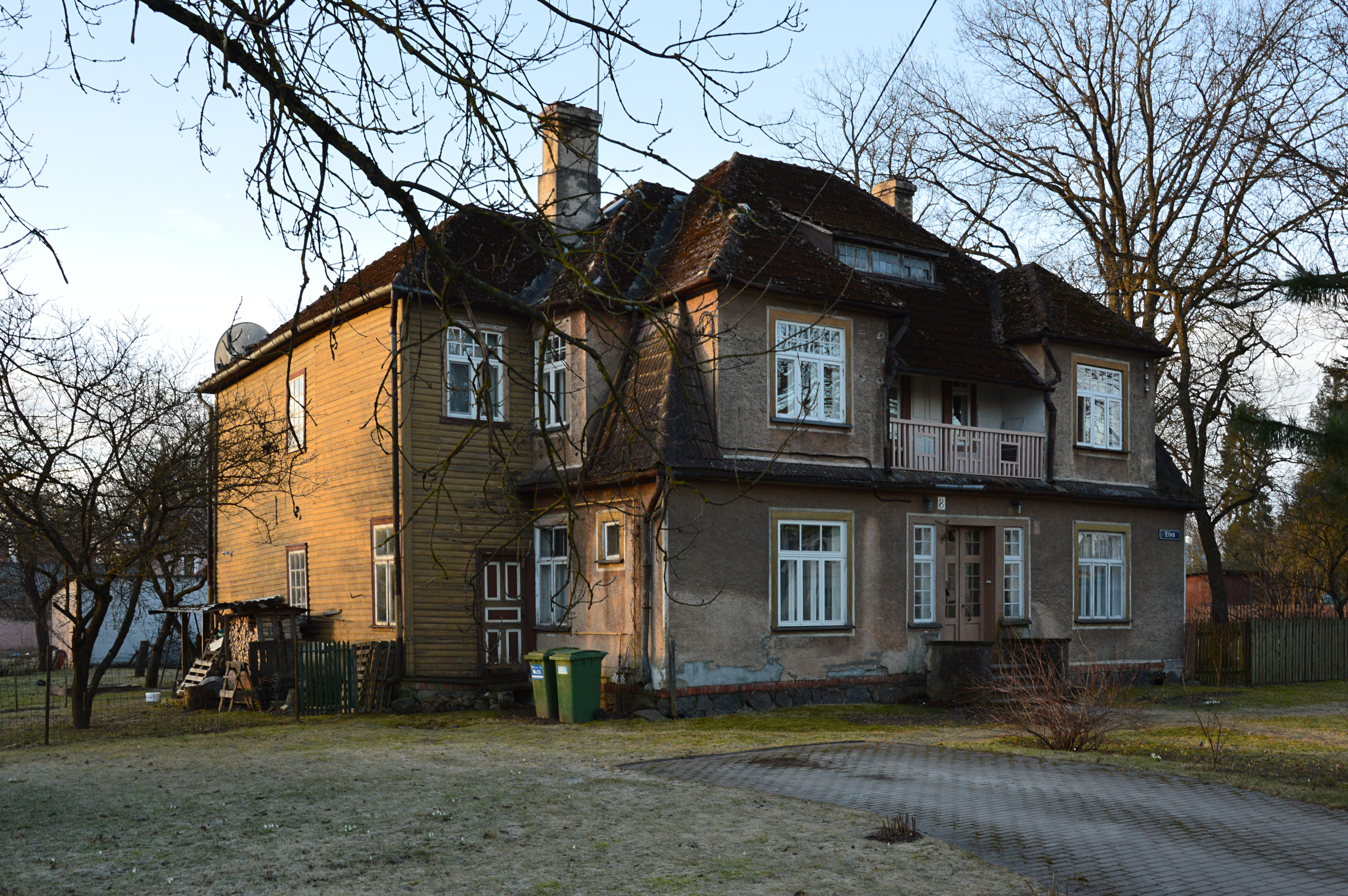
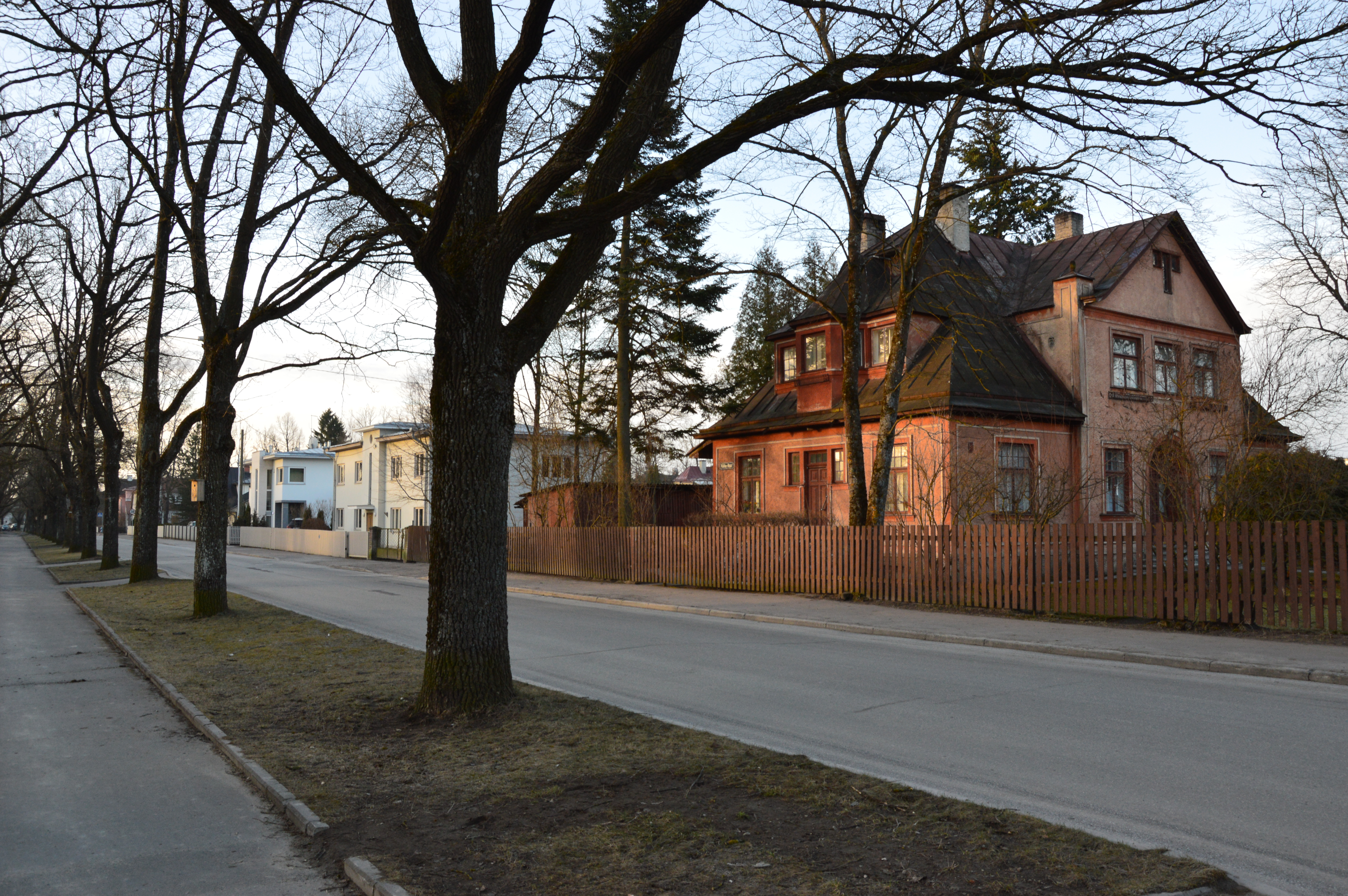